# 단설유치원
단설유치원은 단독으로 설치, 예산과 교육, 행정을 집행하는 유아 교육기관이다. 2010년 이후 대한민국의 일부 공립 초등학교 병설유치원이 단설유치원으로 전환되면서 등장하였다.
초등학교에서 행정,사무 등을 공동으로 관할하는 병설유치원이나 일부 기관이나 교육대학, 사범대학 부설 유치원 외에 유치원 단독으로 설립된 형태의 유치원을 말한다. 행정,사무와 원아모집, 원의 정책을 상급기관의 지휘를 받지 않고 단독으로 집행, 결정, 처리한다. 공립 단설유치원은 초등학교가 아닌 교육지원청, 지역교육청의 지휘를 받는다.
일부 단설유치원은 초등학교 등 타 기관의 건물 내부 혹은 부지 안에 설치되어 있지만, 단설유치원은 별도의 원장과 원감, 행정실을 두므로 초등학교의 지휘를 받지는 않는다. 

## 같이 보기
- 유치원
- 교육지원청
- 교육청
- 초등학교